# Camillo Pabis Ticci
Camillo Pabis-Ticci (ur. 1920, zm. 2003) – włoski brydżysta z tytułem World Grand Master urodzony we Florencji, inżynier.
W latach 1963–1972 grał w słynnym Blue Teamie. Pięć razy zdobył tytuł Mistrza Świata (na Bermuda Bowl) i trzy razy tytuł Mistrza Olimpijskiego (na Olimpiadach brydżowych).
Grał w parze z Massimo D'Alelio początkowo stosując system licytacyjny Rzymski Trefl, a później jego odmianę system Arno.
Był prezesem Związku Brydżowego Florencji, redaktorem rubryki brydżowej w tygodniku  „L'Europeo”, współpracował z redakcją  „Bridge d'Italia”, a także autorem książek.

## Dokonania brydżowe
Camillo Pabis-Ticci grając w drużynie Blue Team zdobył:
- 3 tytuły Mistrza Olimpijskiego na Olimpiadach brydżowych w latach: 1964, 1968, 1972.
- 5 tytułów Mistrza Świata na Bermuda Bowl w latach: 1963, 1965, 1966, 1967, 1969.

Ponadto zdobył tytuły:
- Wicemistrza Europy w latach: 1962, 1963.
- Mistrza Włoch w latach: 1964[1].

## Publikacje
- Il sistema Arno, Massimo D'Alelio i Camillo Pabis-Ticci (Istituto Editoriale Italiano, 1966) 183 str.
- I principi del bridge 1, Camillo Pabis-Ticci (Rizzoli Editore, 1975) 198 str.
- Smazzate in evidenza e ricordi in vetrina, Guido Barbone i Camillo Pabis-Ticci (Mursia Editore, 1976) 399 str.
- I principi del bridge 2, Camillo Pabis-Ticci (Rizzoli Editore, 1977) 186 str.
- Il Bridge è un gioco d'azzardo?, Camillo Pabis-Ticci (Marraro Editore, 1979) 254 str.
- Il mio sistema di licitazione nel bridge, Camillo Pabis-Ticci (Rizzoli Editore, 1981) 224 str.